# インスパイラル・カーペッツ
インスパイラル・カーペッツ（Inspiral Carpets）は、イギリスのロック・バンド。

## 概要
ハッピー・マンデーズやザ・ストーン・ローゼズと並び、1980年代末から1990年代初頭のマンチェスター・シーンを代表するバンド。ハモンドオルガンを使った特徴的なダンス・ロック・サウンドで人気を博す。オアシスのノエル・ギャラガーが一時期ローディとして働いており、ボーカルのオーディションも受けたことがある。1995年に解散するが、2003年に再結成。2016年に二度目の解散となったが、2022年に再々結成している。

## メンバー
- グラハム・ランバート (Graham Lambert) – ギター (1983年–1995年、2003年–2016年、2022年– )
- ステファン・ホルト (Stephen Holt) – リード・ボーカル (1983年–1989年、2011年–2016年、2022年– )
- クリント・ブーン (Clint Boon) - キーボード、バック・ボーカル（1987年–1995年、2003年–2016年、2022年– )
- ケヴ・クラーク (Kev Clark) - ドラム (2022年– )
- オスカー・ブーン (Oscar Boon) - ベース (2023年– )

### 旧メンバー
- グレン・チェスワース (Glenn Chesworth) – ベース、ボーカル (1980年–1982年)
- トニー・フィーリー (Tony Feeley) – キーボード (1980年–1982年)
- トニー・ウェルシュ (Tony Welsh) – ギター (1980年–1982年)、ベース (1983年–1986年)
- マーク・ジョーダン (Mark 'Joe' Jordan) – ギター、ベース、エフェクト (1981年)
- マーク・ヒンドリー (Mark Hindley) – ベース (1982年)
- ケヴィン・フォーイ (Kevin Foey) – ベース (1983年)
- クリス・グッドウィン (Chris Goodwin) – ドラム (1986年)
- クレイグ・ギル (Craig Gill) – ドラム (1986年–1995年、2003年–2016年) ※2016年死去
- リック・ガレージ (Rick Garage) – ベース (1986年)
- マーク・フューズ (Mark Hughes) – ベース (1987年)
- スコット・カーリー (Scott Carey) – ベース (1987年)
- デイヴ・スイフト (Dave Swift) – ベース (1988年)
- トム・ヒングリー (Tom Hingley) – リード・ボーカル (1989年–1995年、2003年–2011年)
- マーティン・ウォルシュ (Martyn Walsh) – ベース (1988年–1995年、2003年–2016年)
- ジェイク・フレッチャー (Jake Fletcher) – ベース (2022年–2023年)

## ディスコグラフィ

### スタジオ・アルバム
- 『ライフ』 - Life (1990年)
- 『ザ・ビースト・インサイド』 - The Beast Inside (1991年)
- 『リヴェンジ・オブ・ザ・ゴールドフィッシュ』 - Revenge of the Goldfish (1992年)
- 『デヴィル・ホッピング』 - Devil Hopping (1994年)
- 『INSPIRAL CARPETS』 - Inspiral Carpets (2014年)